# باركمير (كيبك)
باركمير (بالإنجليزية: Barkmere, Quebec)‏ هي بلدية محلية في كيبيك تقع في كندا في Les Laurentides Regional County Municipality. يقدر عدد سكانها بـ 58 نسمة ومساحتها 23.70 كم2 .

## معرض صور

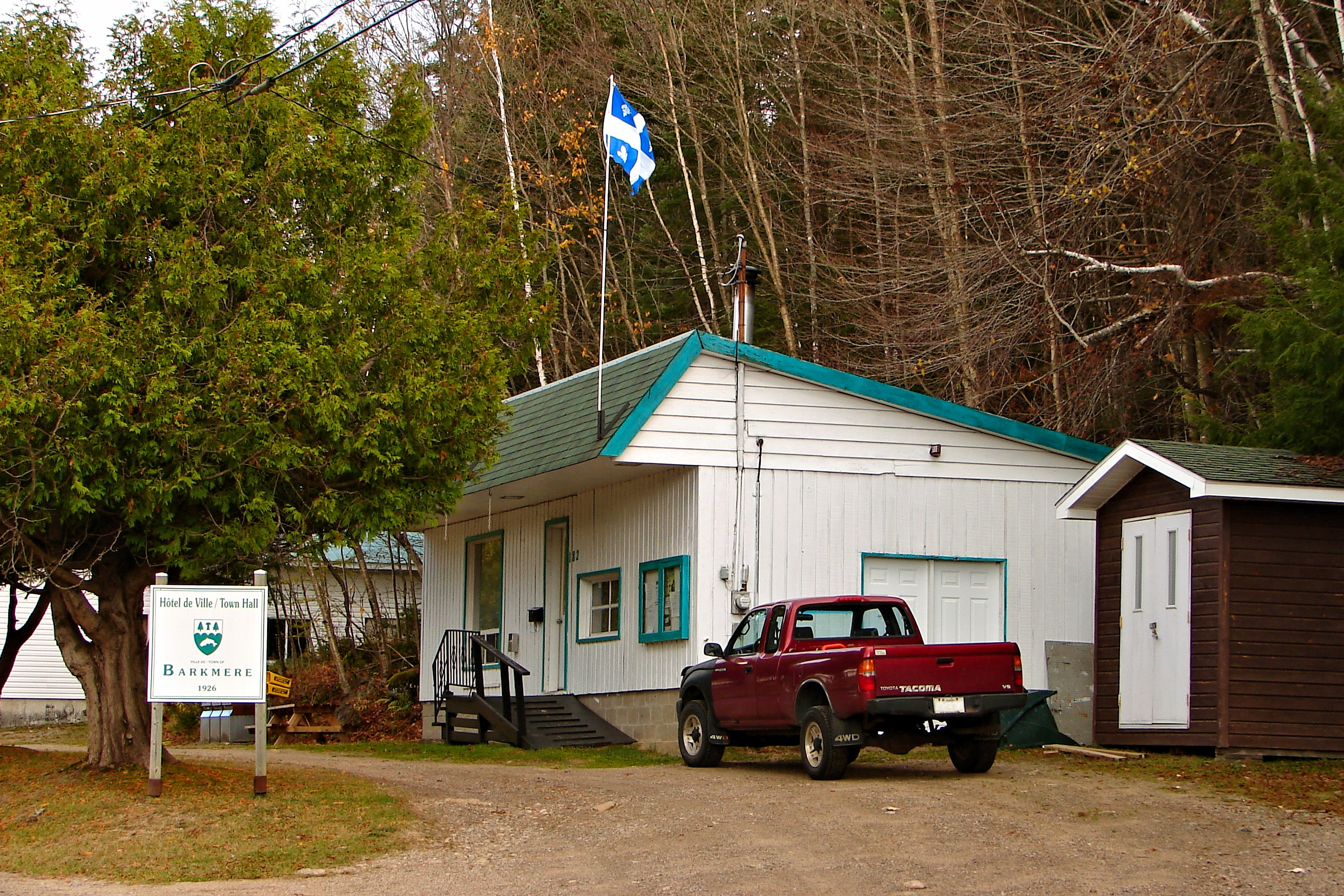
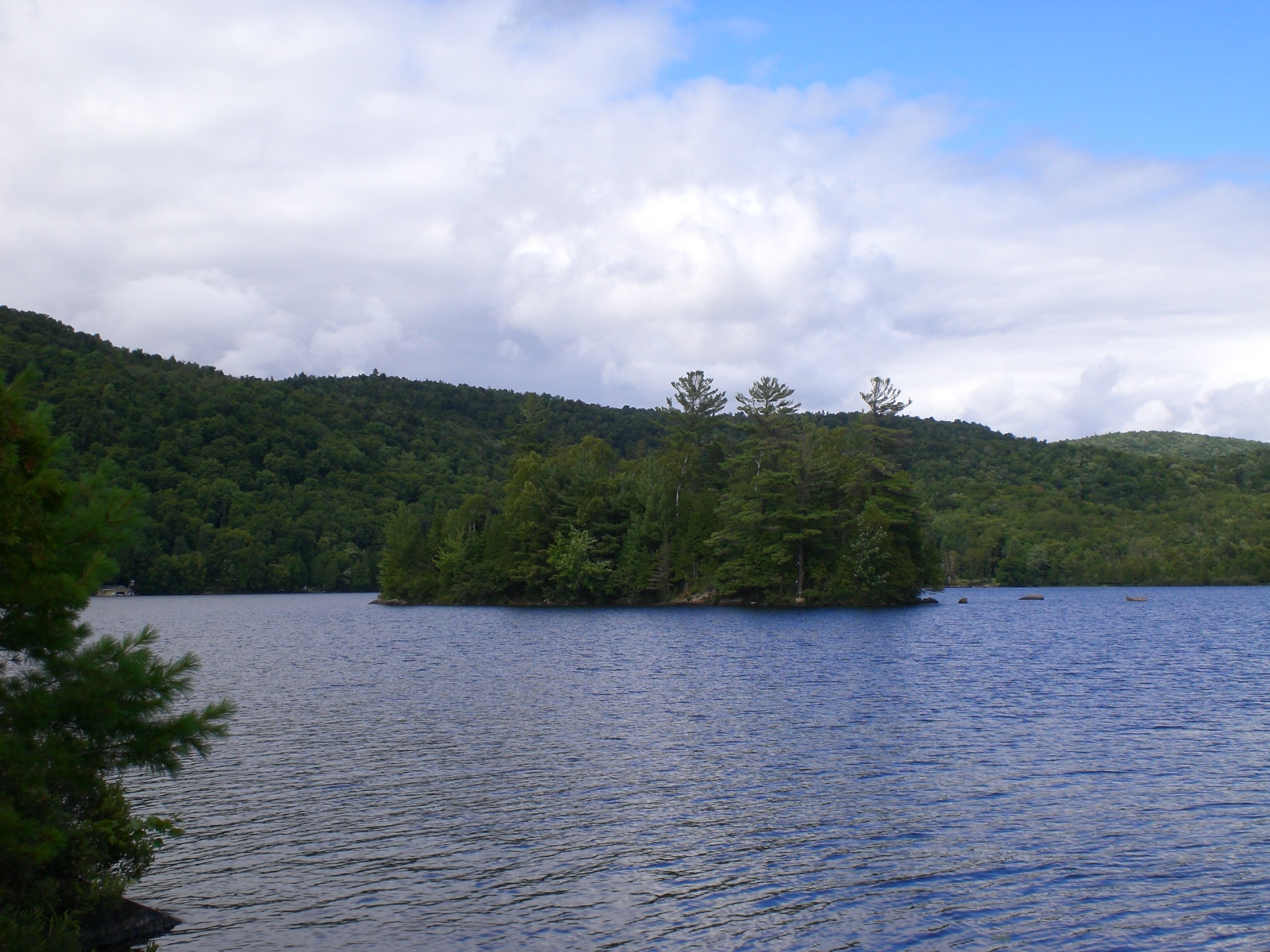
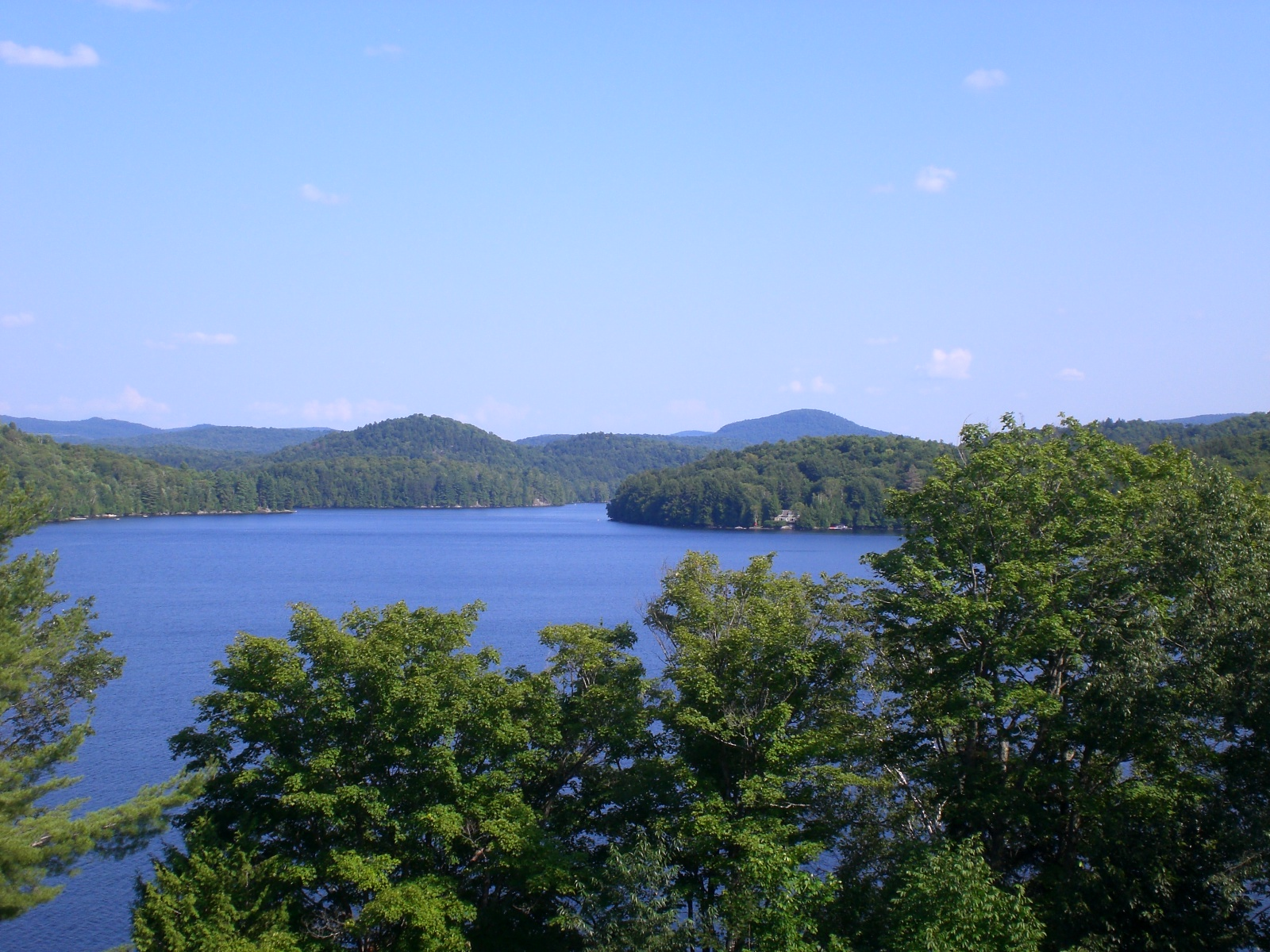
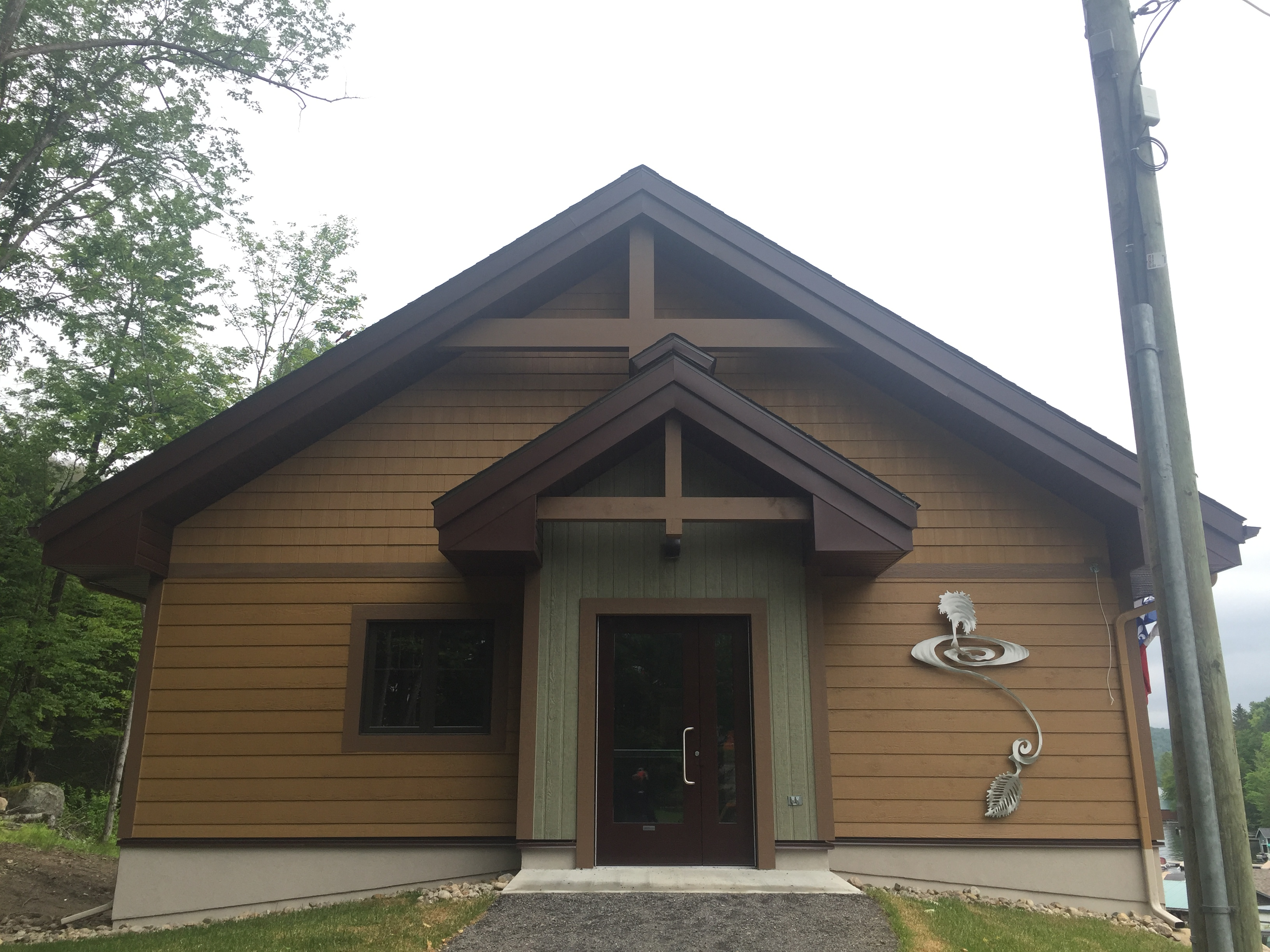